# تپه قره‌کولو
تپه قره‌کولو مربوط به سده‌های اولیه و متاخر دوران‌های تاریخی پس از اسلام است و در شهرستان سرآب، بخش مرکزی، دهستان ابرغان، روستای خاتون آباد واقع شده و این اثر در تاریخ ۱۵ دی ۱۳۸۷ با شمارهٔ ثبت ۲۳۹۶۹ به‌عنوان یکی از آثار ملی ایران به ثبت رسیده است.